# 八戸ラピア
八戸ラピア（はちのへラピア）は、青森県八戸市江陽二丁目に所在する、八戸ショッピングセンター開発が運営・管理する複合商業施設。単にラピアと呼ばれることが多い。長崎屋八戸店を中心としたテナントが入居しているほか、バスターミナルも併設されている。

## 概要
1980年代に市内の中心街の有力者らによって計画が始動し、1985年（昭和60年）に用地を取得してから核店舗を選定することとなった。
当初は核店舗としてダイエーを誘致する予定だったものの交渉が決裂し、その後ジャスコ（後のイオン及びイオンリテール）が最有力視され、他の候補として当時市内に店を構えていた東北ニチイや長崎屋などが挙がっていた。
一方、当時の長崎屋は八日町に出店していた店舗の入居契約が切れる直前であり、食品売り場を担っていた「中央スーパー」が閉店するといった状況であった。そこで移転を計画し、八戸ショッピングセンター開発に「食品売り場は地元業者と合弁企業を設立して運営させる」「直営売り場と地元の専門店の比率を半々にする」「公共施設などに力を入れる」といった地元に有利な条件を提案した。当時は郊外にショッピングセンターを立てることに対して市内の商店から根強い反対意見があり、妥協案として出店が決まった。

## 沿革
- 1990年（平成2年）11月2日 - 八戸市八日町の長崎屋八戸店を郊外へ移転させる形でオープン。
- 2001年（平成13年）8月1日 - バスターミナルとして、南部バス「八戸ラピアバスターミナル」を開設。
- 2010年（平成22年）
  - 10月 - 「ドン・キホーテ八戸店」の出店が決定する[2]。
  - 12月3日 - 長崎屋3階部分にドン・キホーテ八戸店が開業[3]。長崎屋、ファンタジードーム、ドン・キホーテおよび情熱食品の営業時間を10:00 - 23:00に変更（専門店、グルメストリートを除く）。

## テナント
専門店の詳細は公式サイト「フロアガイド」を参照。

### 主なテナント
本館
- 長崎屋八戸店 - 東北地方で唯一残存する長崎屋店舗。
  - ドン・キホーテ八戸店 - 2010年12月3日、長崎屋3階部分に開業。
  - 食品売場 - 情熱食品
- ファンタジードームはちのへ（遊園地・アミューズメント施設）
- 未来屋書店
- マックハウス
- アニメイト
- マツモトキヨシ
- ダイソー
- サーティワンアイスクリーム
- ミスタードーナツ
- ジュピター
- アルパジョン
- 築地 銀だこ
- イタリアントマト Cafe Jr.
- はっと庵
- 中国料理 ドラゴンゲート
- ポレポレ
- GURUNAVI FOODHALL WYE
- ベビーフェイス プラネッツ
- 柳家
- マクドナルド
- エムアンジュ
- 韓韓堂
- チャーミースノーアイス
- 幸楽苑
- 不二家
- ペットガーデン
- Curves（女性専用フィットネス）
- Men's Curves（男性専用フィットネス）
- メガネの玉屋
- 八戸ワールドコンタクト
- ＃C-pla
- サイゼリヤ(2025年2月27日オープン予定)
- ドライヘッドスパ癒頭
- 南部バス ラピアトラベルカウンター
- ATMコーナー
  - 青森みちのく銀行 ATMラピア共同
  - 青い森信用金庫 本店営業部（幹事）ラピア共同出張所
  - ゆうちょ銀行 仙台支店ラピア内出張所
  - 岩手銀行 八戸営業部ラピア出張所

別館
- ホットヨガ ロイブ

### かつて存在したテナント
- SEGA (3F)
- ユニクロ
- レッドハウス
- 音楽堂（CDショップ）
- 珈琲館
- ドムドムハンバーガー
- オートラマ八戸（別館）
- みちのく銀行八戸支店ラピア出張所「みちのくエブリデー・プラザ ラピア」：2007年7月6日廃止
- トルコ村：2009年11月30日閉店
- フレッシュ畑：2010年6月30日閉店
- まわるすしハウス フレンズ：2010年8月31日閉店
- KNTツーリストラピア八戸営業所：2010年9月26日閉店（翌日以降、近畿日本ツーリスト八戸営業所へ業務継承）
- レストランピアエイト：2010年9月30日閉店
- ZAZIE/ザジ：2010年11月23日閉店
- いきなり！ステーキ：2020年5月31日閉店
- 金のとりから
- だるまや（旧ほっ東たいむ）：2021年3月26日閉店
- 天麩羅一休：2021年6月30日閉店
- モスバーガー：2021年7月11日閉店
- かくれんぼ : 2022年2月6日閉店

## 八戸ラピアバスターミナル

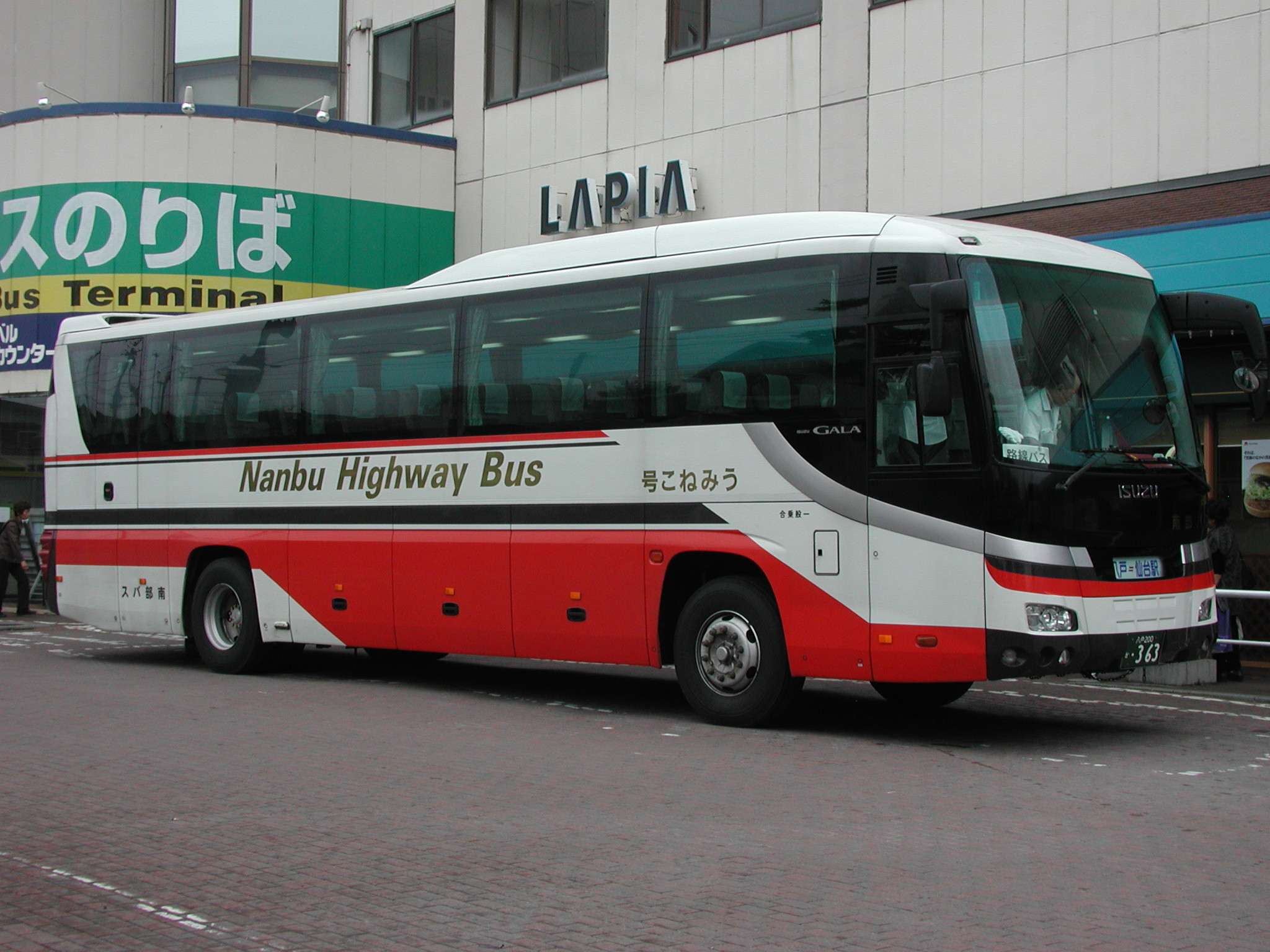
ラピアバスターミナルと南部バスの高速車両

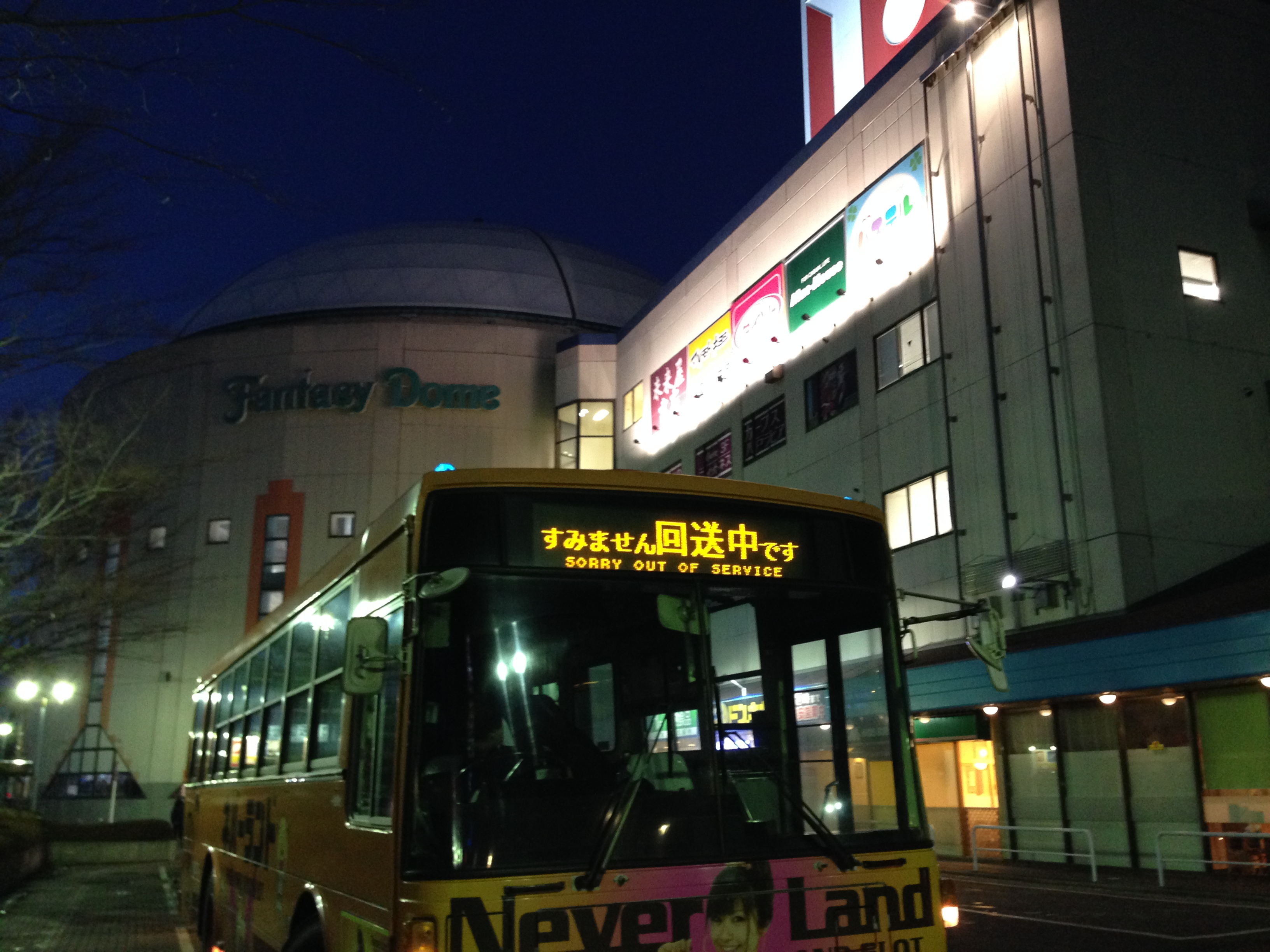
ラピアと営業を終え回送表示をする南部バス

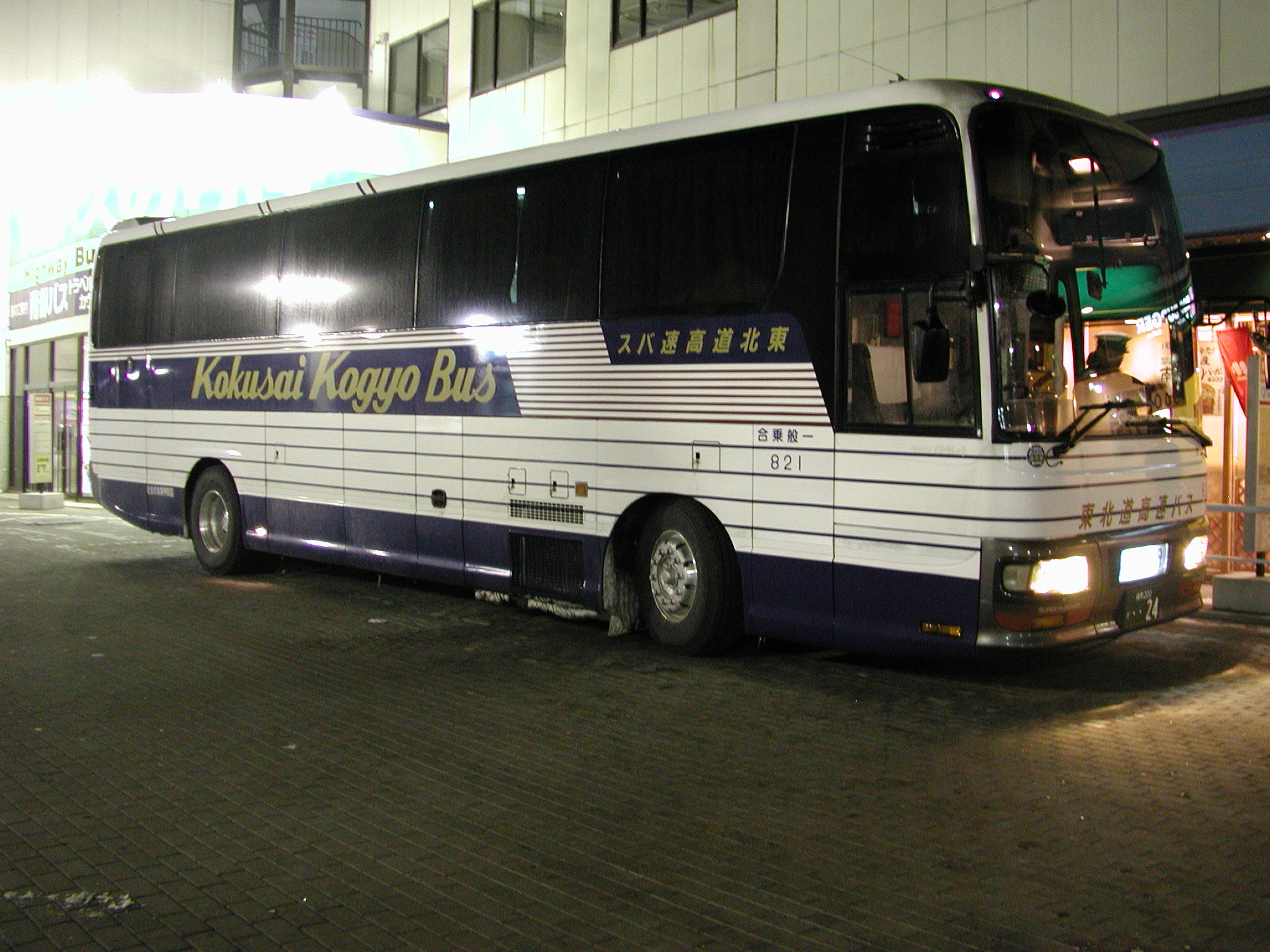
停車中の東北道高速バス

### 乗り入れ事業者
- 岩手県北自動車（本社〈岩手県北バス〉・南部支社〈南部バス〉）
- 十和田観光電鉄（十鉄バス） - 「シリウス号」、「うみねこ号」
- 国際興業 - 「シリウス号」
- JRバス東北 - 「うみねこ号」

八戸市営バスのラピアバスセンター行き及び舟見町（ラピア）行きと十和田観光電鉄の八戸営業所行きの一般路線バスは、バスターミナルに直接入らずラピア前の道路に面したラピアバス停に発着する。ラピア開業前の名称は「江陽一丁目」（こうよういっちょうめ）停留所。また、市営バスのそのほかの方面もラピア敷地の西側に隣接する同じ名称の「ラピア」停留所を経由する。

### 南部バス路線バスのりば

#### 平成28年4月1日から
1番のりば
- ピアドゥ経由
  - ■[F4] ピアドゥ（八戸営業所）行き（税務署前・ピアドゥ東側広場前・年金事務所前・本八戸駅・十六日町・新荒町経由）
  - [7] ピアドゥ（行先表示は「[7] ラピア・ピアドゥ」：税務署前経由ピアドゥ東側広場前行き・ピアドゥ折り返しによる循環）
- 栄町・上柳町経由
  - [24] 岬台団地行き

2番のりば
- 栄町・十六日町経由
  - ■[T60] 日赤病院 八戸駅行き（司法センター前・田面木・日赤病院経由）：平日日中のみ
  - ■[T60] 八戸駅行き（司法センター前・田面木経由）
  - ■[T63] 西高校（八戸駅）行き（司法センター前・田面木・八戸駅経由）
  - ■[T133] バーデハウス行き（八幡・櫛引・通清水経由）
  - ■[T170] 上名久井 三戸行き（八幡・剣吉駅前・名農高前/医療健康センター・上名久井・駅前角経由）

3番のりば
- 栄町・十六日町経由
  - ■[F4] 八戸営業所行き（二ツ家）
  - ■[G140] 八戸駅 五戸〈五戸駅〉行き（西売市・内舟渡・八戸駅・七崎・扇田経由）
  - [140] 五戸総合病院行き（西売市・内舟渡・八戸駅・七崎・扇田経由）：第1・3・5土曜の朝1本のみ
  - ■[K140] 高舘 五戸〈中央〉行き（西売市・内舟渡・高舘・陸奥市川駅前・赤畑・上市川経由）

4番のりば
- 工業高校・本八戸駅・中心街（中央通り）経由
  - ■[J40] 是川団地（支所前）行き（吹上・中居林・縄文学習館前・是川支所前経由）
  - ■[S100] 市民病院 階上庁舎行き（吹上・市民病院・工業大学前・石ノ鉢経由）
  - ■[S102] 市民病院 階上中学校行き（吹上・市民病院・工業大学前・階上庁舎経由）
  - ■[S103] 市民病院 階上行き（循環：吹上・市民病院・階上庁舎経由）
  - ■[F111] 市ノ沢行き（十六日町・二ツ家・泥障作・道の駅なんごう経由）
  - ■[F116] 市ノ沢→軽米行き（十六日町・二ツ家・泥障作・道の駅なんごう・西里経由）
  - ■[J112] 荒谷（島守）行き（吹上・中居林・縄文学習館・是川支所前・島守経由）
  - ■[J120] 大野行き（吹上・中居林・こどもの国前・水野・田代経由）

#### 平成28年3月31日まで
1番のりば
- 栄町・十六日町経由

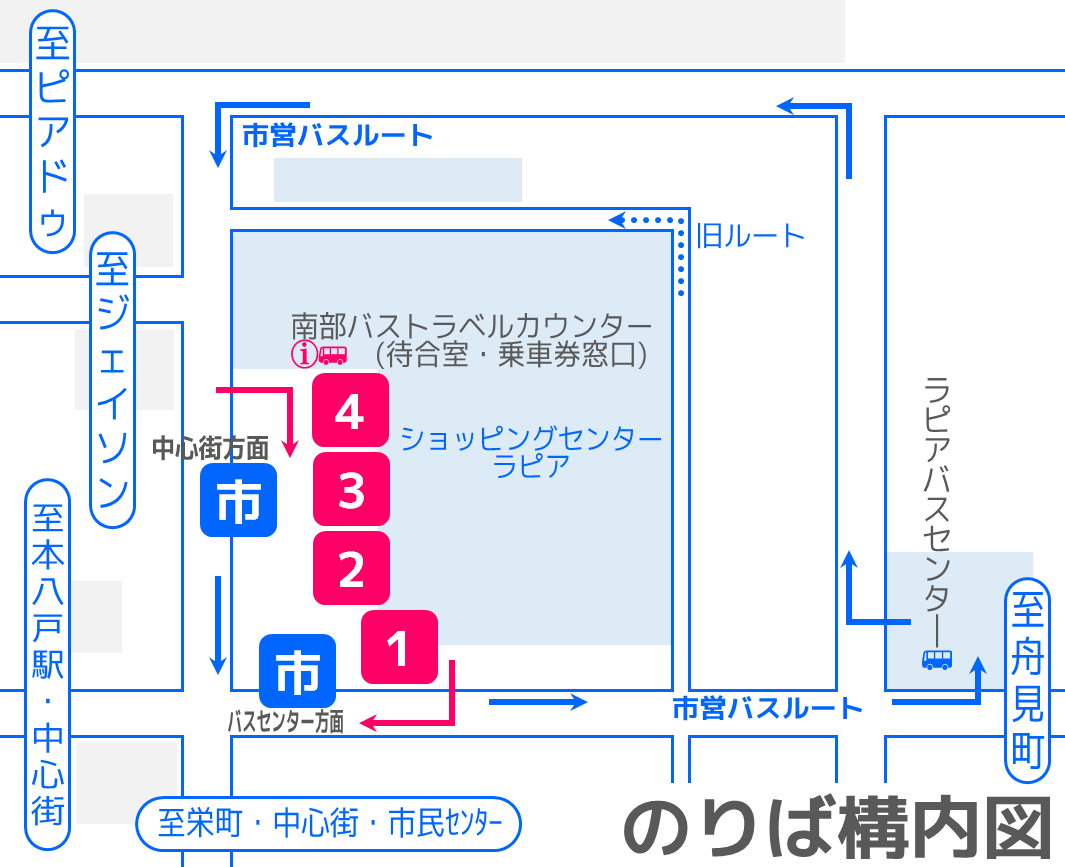
ラピアと周辺のバス乗り場の位置関係を表した略図

  - ■[F4] 八戸営業所行き（二ツ家）
  - ■[G140] 八戸駅 五戸〈五戸駅〉行き（西売市・内舟渡・八戸駅・七崎・扇田経由）
  - [140] 五戸総合病院行き（西売市・内舟渡・八戸駅・七崎・扇田経由）：第1・3・5土曜の朝1本のみ
  - ■[K140] 高舘 五戸〈中央〉行き（西売市・内舟渡・高舘・陸奥市川駅前・赤畑・上市川経由）

2番のりば
- 栄町・十六日町経由
  - ■[T60] 日赤病院 八戸駅行き（司法センター前・田面木・日赤病院経由）：平日日中のみ
  - ■[T60] 八戸駅行き（司法センター前・田面木経由）
  - ■[T63] 西高校（八戸駅）行き（司法センター前・田面木・八戸駅経由）
  - ■[T131] 福田行き（八幡・南部町役場前・あかね団地経由）
  - ■[T132] 苫米地駅通り行き（八幡・櫛引・通清水経由）
  - ■[T170] 相内 三戸行き（八幡・剣吉駅通・相内・駅前角経由）
  - ■[T170] 上名久井 三戸行き（八幡・剣吉駅前・上名久井・駅前角経由）

3番のりば
★高速バス入線時は4番のりばに入線する。
- ピアドゥ経由

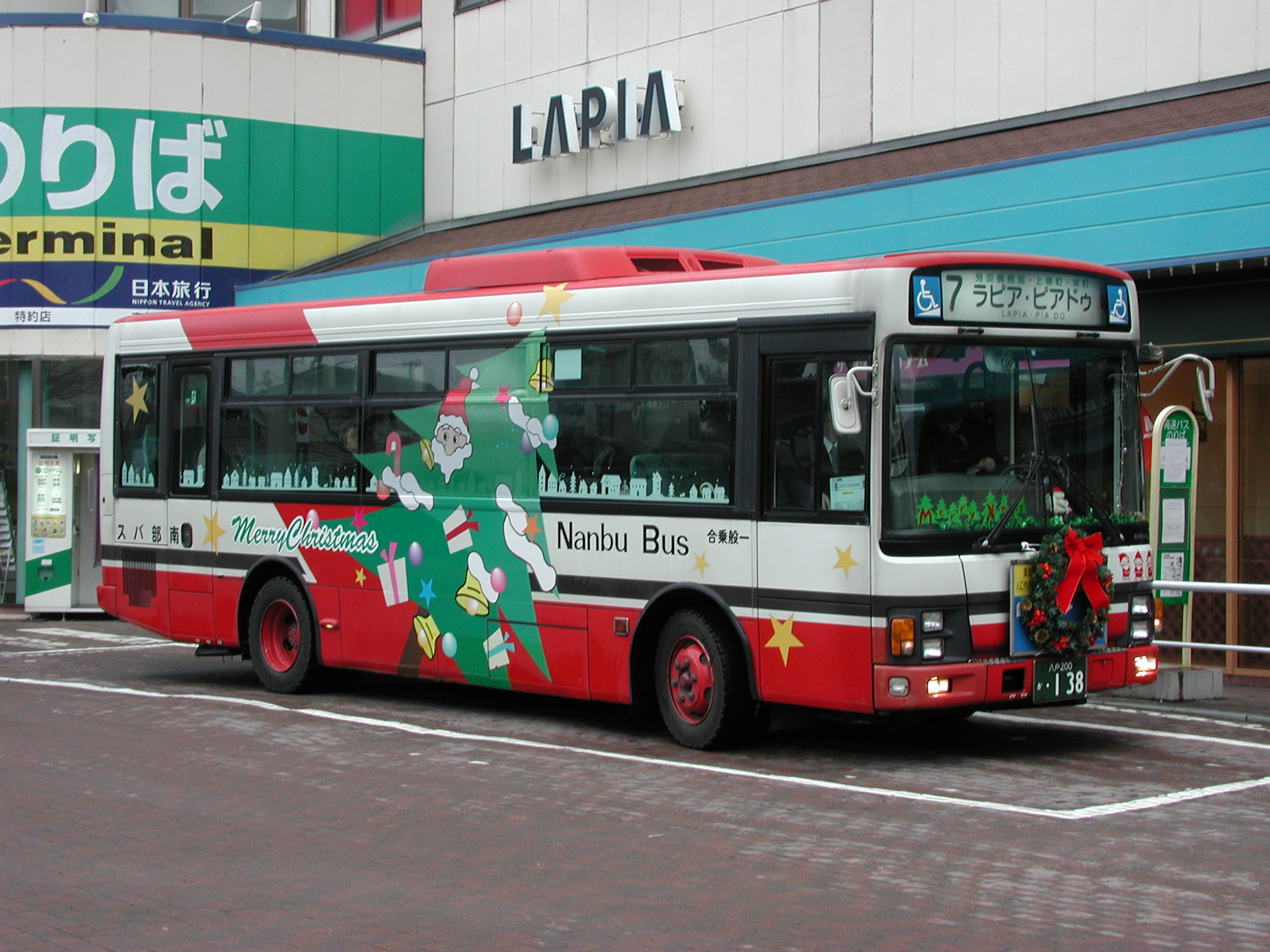
停車中の岬台団地線

  - ■[F4] ピアドゥ（八戸営業所）行き（税務署前・ピアドゥ東側広場前・沼館一丁目・本八戸駅・十六日町・新荒町経由）
  - [7] ピアドゥ（行先表示は「[7] ラピア・ピアドゥ」：税務署前経由ピアドゥ イトーヨーカドー前行き・ピアドゥ折り返しによる循環）
  - [お買物ライナー] 河原木団地・石堂（税務署前・ピアドゥ 東側広場前・シンフォニープラザ・八太郎・河原木団地・石堂・八戸城北病院方面、片回り循環）
- 栄町・上柳町経由
  - [24] 岬台団地行き

4番のりば
- 工業高校・本八戸駅・中心街（中央通り）経由
  - ■[J40] 是川団地（支所前）行き（吹上・中居林・縄文学習館前・是川支所前経由）
  - ■[S100] 市民病院 階上庁舎行き（吹上・市民病院・工業大学前・石ノ鉢経由）
  - ■[S102] 市民病院 階上中学校行き（吹上・市民病院・工業大学前・階上庁舎経由）
  - ■[S103] 市民病院 階上行き（循環：吹上・市民病院・階上庁舎経由）
  - ■[F111] 市ノ沢行き（十六日町・二ツ家・泥障作・道の駅なんごう経由）
  - ■[F116] 市ノ沢→軽米行き（十六日町・二ツ家・泥障作・道の駅なんごう・西里経由）
  - ■[J112] 荒谷（島守）行き（吹上・中居林・縄文学習館・是川支所前・島守経由）
  - ■[J120] 大野行き（吹上・中居林・こどもの国前・水野・田代経由）

### 高速バス
4番のりば
- うみねこ号 - 仙台駅行き

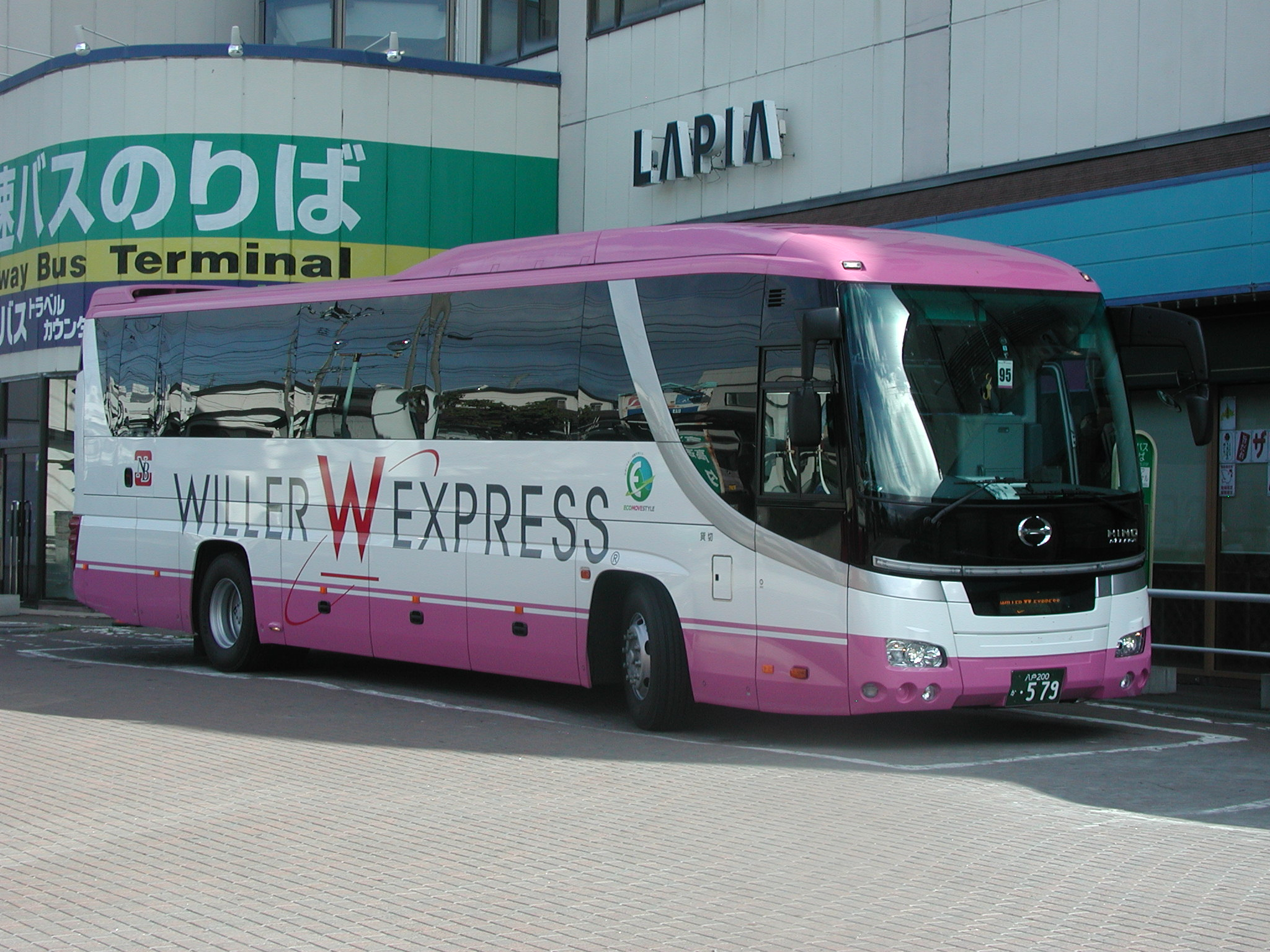
ラピアバスターミナルに停車中のWILLER-EXPRESS車両

- 八盛号（ハッセイ・E） - 盛岡駅・盛岡バスセンター行き
- MEX八戸 東京・川崎行き

### 設備
- 待合室
- 南部バス観光ラピア店（高速バストラベルカウンター） - 10時から18時まで営業。
  - 南部バス定期券・回数券、「うみねこ号」・「八盛号（ハッセイ・E）」乗車券発券。「シリウス号」乗車券は、南部バス撤退に伴い、2010年6月30日出発便までの予約・発券をもって終了した。このほかJR乗車券・特急券・指定券発券や、旅行商品受託販売業務を手掛けている。

### 八戸市営バス「ラピアバスセンター」

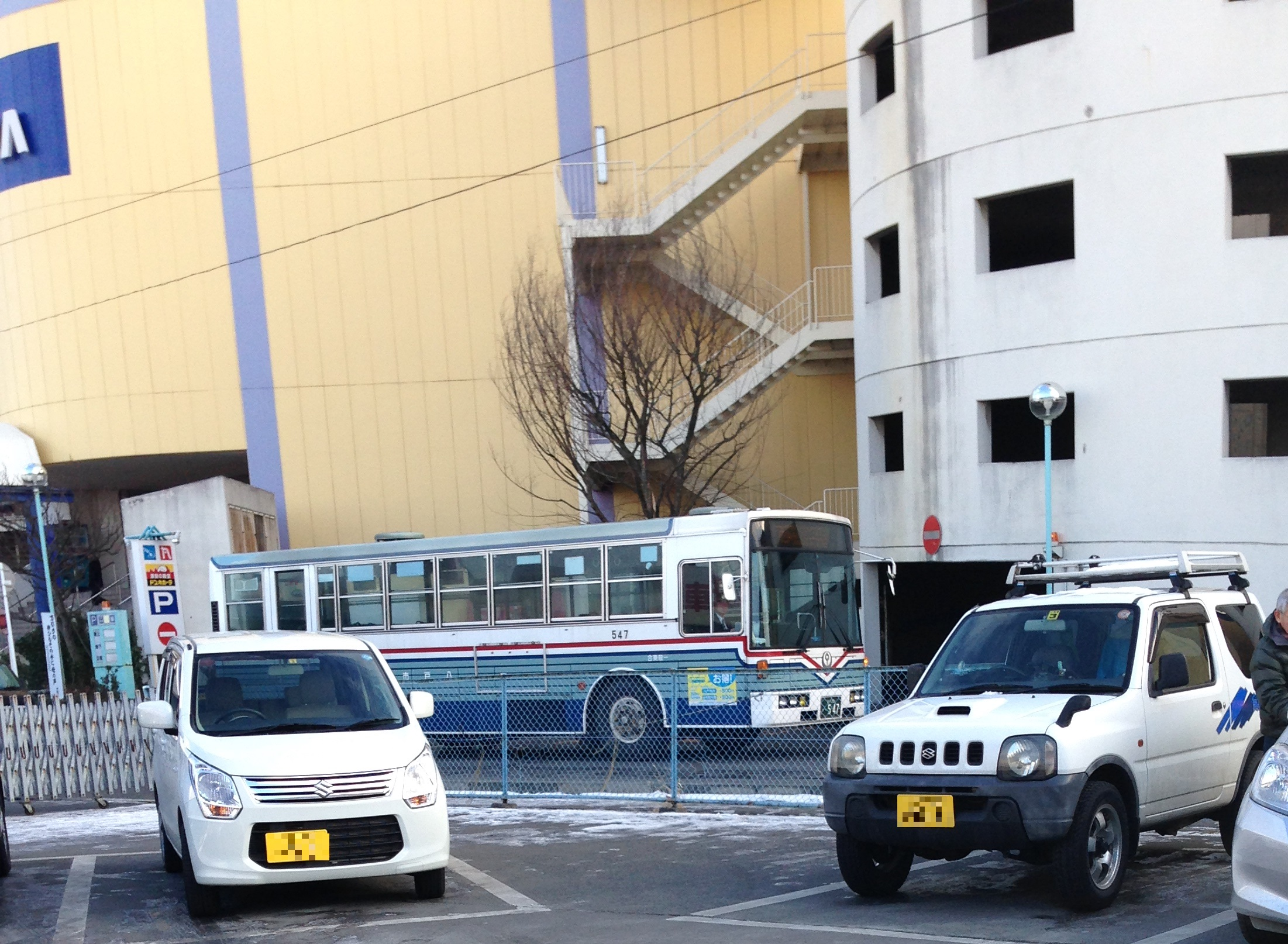
ラピアバスセンターを発車し、ショッピングセンターの裏通りをラピア停留所へと向かう市営バス

ラピアバスセンターとは、「ショッピングセンター」より少し先に進んだ場所にある市営バスの折り返し場である。
市営バスの多くは同バスセンターを起終点とし、途中経由の停留所として南部バスの「ラピアバスターミナル」に隣接する公道の舗道上に設置された「ラピア」停留所に停車し各方面へ運行される。
市内循環線については同バスセンターには入らず、公道上のラピア停留所のみ経由し運行されている。

#### ラピア停留所（公道上）の発着路線
ラピアバスセンター方面

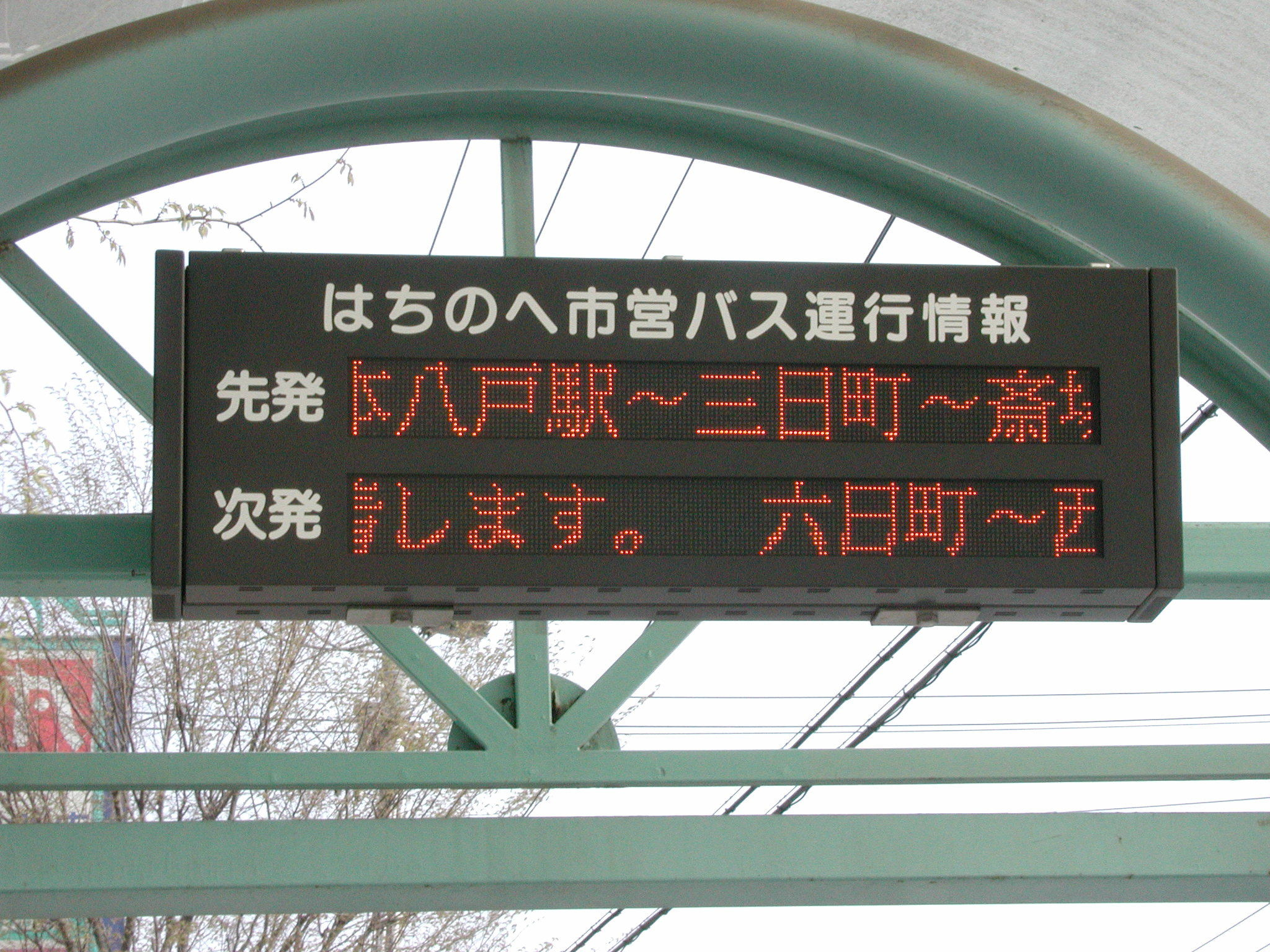
市営バスのりばに設置されるバスロケ発車案内

- ■[P8] ラピア(バスセンター)行き
- ■[P51] 舟見町行き（ラピアバスセンター経由）

栄町・中心街方面
- 中心街ターミナル「4番のりば（朔日町）」発着
- 中心街ターミナル「5番のりば（六日町）」発着
  - [170円バス] 市内循環線（緑町 - 中心街 - 本八戸駅 - ピアドゥ方面）
  - ■[N60] 八戸駅（根城大橋経由）行き
  - ■[N63] 西高校（八戸駅）行き（根城大橋経由）
  - ■[T60] 八戸駅（日赤病院）行き（田面木経由）
  - ■[K68] 多賀台団地行き（西売市経由）
  - ■[T71] 聖ウルスラ学院行き

栄町・市民センター経由
- [3] 旭ヶ丘営業所行き（四本松経由）
- [30] 旭ヶ丘営業所行き（市民病院経由）

工業高校・本八戸駅・中心街（中央通り）経由
- ■[J40] 是川団地行き
- 栄町・中心街方面の「ラピア」停留所は、ラピア開業前の名称は「江陽二丁目（こうようにちょうめ）」停留所。

### 十和田観光電鉄
道路側の「ラピア」バス停を八戸市営バスと共用。
栄町・中心街（六日町）経由
- ■[K] 十和田市駅行き（西売市・内舟渡・八戸駅・下長・多賀台団地前（国道側）・百石・イオンモール下田前・（下田駅／下田バイパス）・六戸中央経由）：1日数本のみ

## その他
- ラピア・ピアドゥ・南部バスが共同で企画し、八戸ラピアバスターミナル - ピアドゥ間が乗降自由のフリー乗車券「ラピアドゥ!パス」（100円：有効期間は購入当日限り）を発売している。ラピア内では1階バス待合所内の南部バス ラピアトラベルカウンターで発売。

## 周辺施設
- 高周波鋳造 本社・工場
- 片倉コープアグリ八戸工場
- 東日本旅客鉄道（JR東日本）八戸線 小中野駅
- 日東石膏ボード 本社・工場
- 八戸市下水道事務所
  - 東部終末処理場
- 八戸税務署
- 八戸郵便局
  - ゆうちょ銀行八戸店
- ピアドゥ - イオンスタイルを核テナントとした複合商業施設。
- シンフォニープラザ沼館 - ケーズデンキを核テナントとした複合商業施設。
- MRCユニテック（三菱レイヨン子会社）